# Betelgeuse piceus
Betelgeuse piceus är en stekelart som beskrevs av Shaw 2002. Betelgeuse piceus ingår i släktet Betelgeuse och familjen bracksteklar. Inga underarter finns listade.